# Kulashi
Kulashi (en georgiano: კულაში) es un asentamiento urbano del centro de Georgia, ubicado en el sureste de la región de Imericia y parte del municipio de Samtredia. El lugar había sido anteriormente el hogar de una de las comunidades judías georgianas más grandes, a veces denominada como la Jerusalén de Georgia.  

## Geografía
Kulashi se encuentra a 5 km de la ciudad de Samtredia.  

## Historia
Aparece por primera vez en los registros del siglo XVI como un feudo de la familia Mikeladze. 
Los judíos de Kulashi son originalmente una población judía mixta de judíos que provenían de judíos de Ajaltsije, Lailashi, Bandza y otros que llegaron a Kulashi a partir de 1865, después de la abolición de la servidumbre en Georgia. En vísperas de la revolución rusa había siete sinagogas en el pueblo. A principios de 1953 sólo funcionaban allí cuatro sinagogas. 
Se le concedió el estatus de asentamiento de tipo urbano (daba) en 1961. A principios de la década de 1970, más de 10.000 judíos georgianos, que constituían la mayoría de los residentes del asentamiento, abandonaron la ciudad y emigraron a Israel

## Demografía
La evolución demográfica de Kulashi entre 1926 y 2023 fue la siguiente:
| 11 434                                           | 5216 | 6147 | 2913 | 2961 | 1962 | 1702 | 1167 |
| (Fuente: Population of Georgia in Soviet times ) |      |      |      |      |      |      |      |

Kulashi había sido anteriormente el hogar de una de las comunidades judías georgianas más grandes, cuyo tamaño ha disminuido significativamente debido a varias oleadas de expatriación judía a Israel.
|              | 1970      | 1970       | 2014      | 2014       |
| Grupo étnico | Población | Porcentaje | Población | Porcentaje |
| ------------ | --------- | ---------- | --------- | ---------- |
| Georgianos   | 720       | 11,7%      | 1697      | 99,71%     |
| Rusos        | 51        | 0,8%       | 2         | 0,28%      |
| Armenios     | 11        | 0,2%       | 2         | 0,28%      |
| Osetios      | 1         | 0,1%       | -         | -          |
| Azeríes      | 6         | 0,1%       | -         | -          |
| Judíos       | 5355      | 87,12%     | -         | -          |
| Abjasios     | 3         | 0,1%       | -         | -          |
| Total        | 6147      | 100%       | 1702      | 100%       |

## Infraestructura

### Arquitectura, monumentos y lugares de interés
En Kulashi, en la iglesia familiar de los príncipes Mikeladze, durante la limpieza de la bóveda se descubrieron pinturas del siglo XVI bajo una capa de yeso. En el pueblo hay una sinagoga del siglo XVIII y el museo de Relaciones Georgiano-Judías funciona desde 2005.

## Personas destacadas
- Iván Sturua (1870-1931): revolucionario georgiano y político soviético.
- Mariam Orachelasjvili (1887-1937): política soviética georgiana que fue ministra de Educación (1936-1937).
- Efraim Gur (1955): político retirado israelí, miembro de la Knéset por Likud entre 1988 y 1996 y exalcalde de Asdod.
- Avraham Michaeli (1957): político israelí, miembro de la Knéset por Shas entre 2006 y 2015.
- Mijael Mirilashvili (1960): empresario judío y ruso-georgiano que fue uno de los fundadores de la red social VK.

## Galería

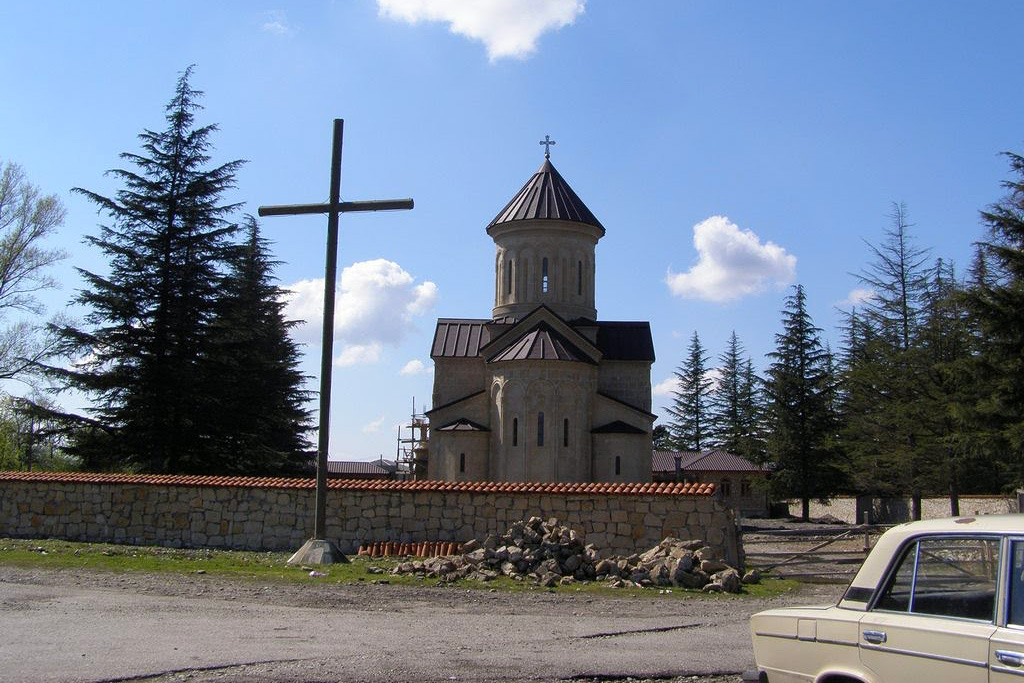
Iglesia en Kulashi
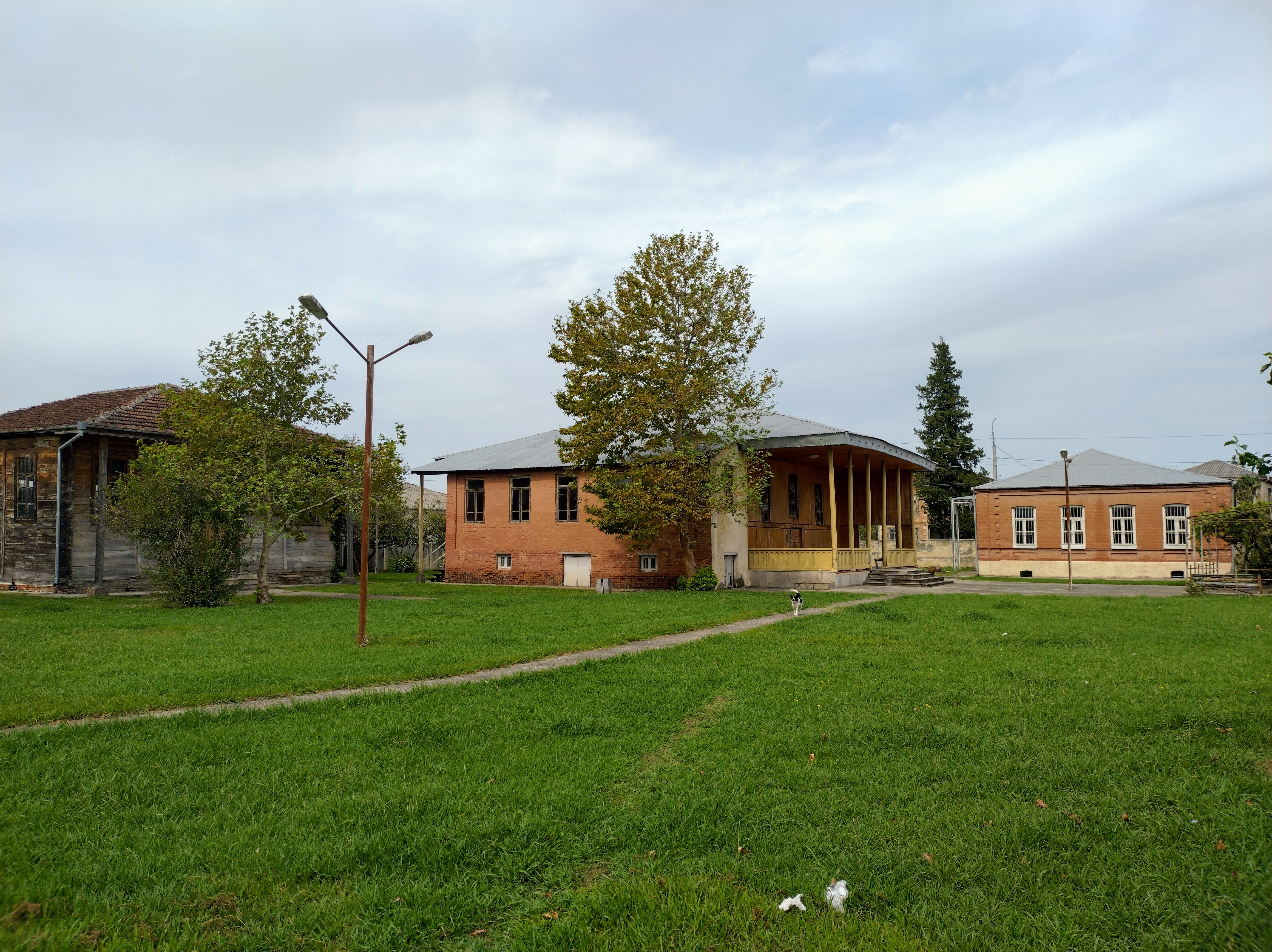
Las tres sinagogas de Kulashi
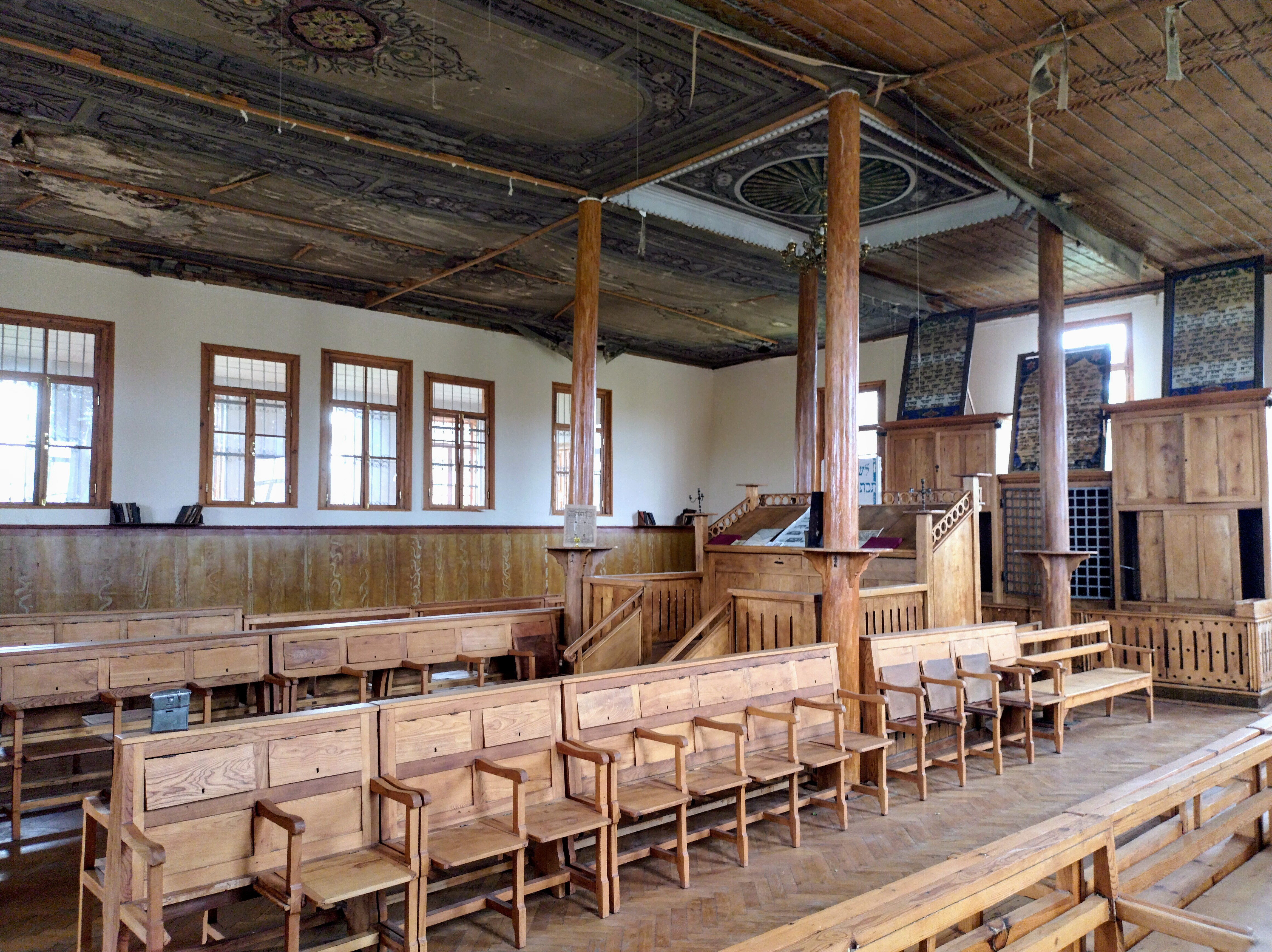
Interior de la sinagoga de Kulashi